# كيت ماثيوز
كيت ماثيوز (بالإنجليزية: Kate Matthews)‏ هي مصورة أمريكية، ولدت في 13 أغسطس 1870 في نيو ألباني في الولايات المتحدة، وتوفيت في 5 يوليو 1956.